# Castletownshend
Castletownshend (iriska: Baile an Chaisleáin) är en ort i grevskapet Cork i Republiken Irland. Orten är belägen cirka 8 kilometer sydost om Skibbereen. Castletownshend har vuxit fram kring ett mindre slott som uppfördes under 1600-talet av Richard Townsend. Tätorten (settlement) Castletownshend hade 196 invånare vid folkräkningen 2016.